# Inge Danielsson
Inge Danielsson (ur. 14 czerwca 1941 w Bromölli, zm. 30 czerwca 2021 w Åhus) – szwedzki piłkarz, występujący na pozycji pomocnika.
W latach 1966–1971 rozegrał 17 meczów w reprezentacji Szwecji i strzelił dla niej 8 goli. Z zespołem AFC Ajax w 1968 zdobył mistrzostwo Holandii.